# Jakov Blagaić
Jakov Blagaić (ur. 8 lutego 2000 w Split) – chorwacki piłkarz, występujący na pozycji pomocnika w rumuńskim klubie Argeș Pitești.

## Kariera
Swą karierę juniorską rozpoczął w klubie NK Adriatic Split, w sezonie 2013/2014 przeniósł się do Hajduk Split, gdzie grał w drugiej drużynie; zadebiutował także w pierwszym zespole, w którym rozegrał łącznie 9 spotkań.
Sezon 2020/2021 spędził w zespole Olimpija Lublana, wraz z którym zdobył Puchar Słowacji. W sezonie kolejnym wypożyczony został do zespołu NK Široki Brijeg na okres jednego sezonu. Następnie przetransferowany został do FK Borac Banja Luka, gdzie rozegrał łącznie 40 spotkań i strzelił 7 bramek; Blagaić wygrał wraz z nimi także w sezonie 2023/2024 Premijer liga Bosne i Hercegovine.

### Puszcza Niepołomice
W lipcu 2024 zawodnik przetransferowany został do ekstraklasowego klubu Puszcza Niepołomice na okres dwóch lat; w umowie zawarto również możliwość jej przedłużenia o dodatkowe dwanaście miesięcy. W Puszczy Blagaić zadebiutował 19 lipca 2024 w przegranym 2:0, wyjazdowym meczu z Jagiellonią Białystok. Dwie kolejki później, w zremisowanym 2:2 spotkaniu z Legią Warszawa, zawodnik zadebiutował w pierwszym składzie i strzelił swojego pierwszego gola w barwach Puszczy. W sezonie 2024/2025 łącznie zagrał w 22 spotkaniach i zdobył jedną bramkę.

### Argeș Pitești
21 lipca 2025 został  zawodnikiem rumuńskiego klubu Argeș Pitești.